# Relazioni bilaterali tra Egitto e Sudan
Il Sudan e l'Egitto hanno goduto di legami storici complessi di lunga data, incentrati su sovrapposizioni storiche nell'antichità quando i regni nubiani in Sudan controllavano l'Egitto e le dinastie egiziane invasero il Sudan, così come i legami culturali e la ricerca dell'Egitto per il controllo delle acque del Nilo. Prima dell'indipendenza del Sudan nel 1956, il Sudan fu incorporato dall'Egitto nel 1821 attraverso l'invasione e l'occupazione del Sudan della Dinastia Muhammad Ali, seguita dalla rivoluzione nazionale mahdista del Sudan nel 1885 e la successiva riconquista del Sudan sotto il dominio britannico nel 1899.